# Pephrica
Pephrica is een geslacht van kevers uit de familie van de loopkevers (Carabidae). De wetenschappelijke naam van het geslacht is voor het eerst geldig gepubliceerd in 1936 door Alluaud.

## Soorten
Het geslacht Pephrica omvat de volgende soorten:
- Pephrica aequatoria (Fairmaire, 1868)
- Pephrica africana Mateu, 1963
- Pephrica howa (Csiki, 1932)
- Pephrica longefasciata Basilewsky, 1953
- Pephrica picea Basilewsky, 1953
- Pephrica trimaculata Alluaud, 1936